# Mortes em janeiro de 2008
Mortes em 2008: ← Janeiro – Fevereiro – Março – Abril – Maio – Junho – Julho – Agosto – Setembro – Outubro – Novembro – Dezembro →
Esta é uma relação de pessoas notáveis que morreram durante o mês de janeiro de 2008, listando nome, nacionalidade, ocupação e ano de nascimento.

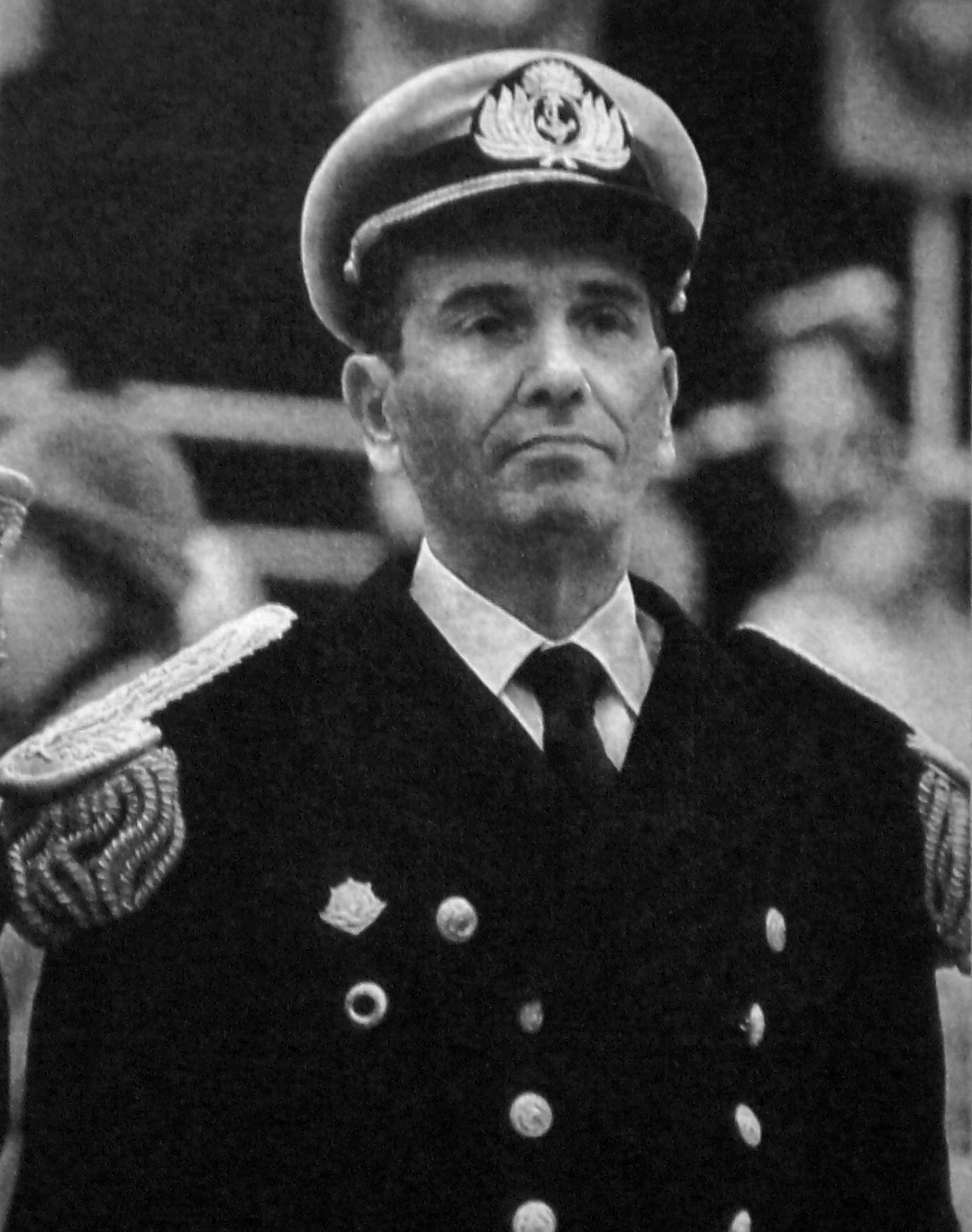
Jorge Anaya, militar argentino.

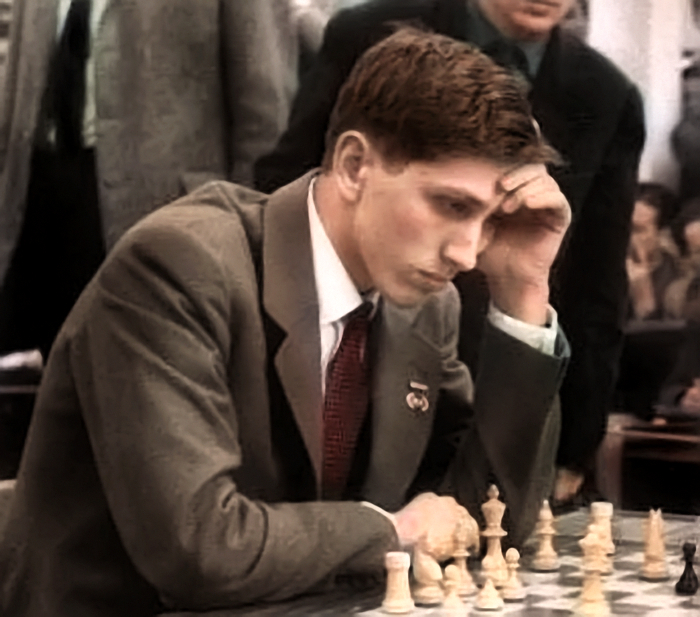
Bobby Fischer, enxadrista islandês.

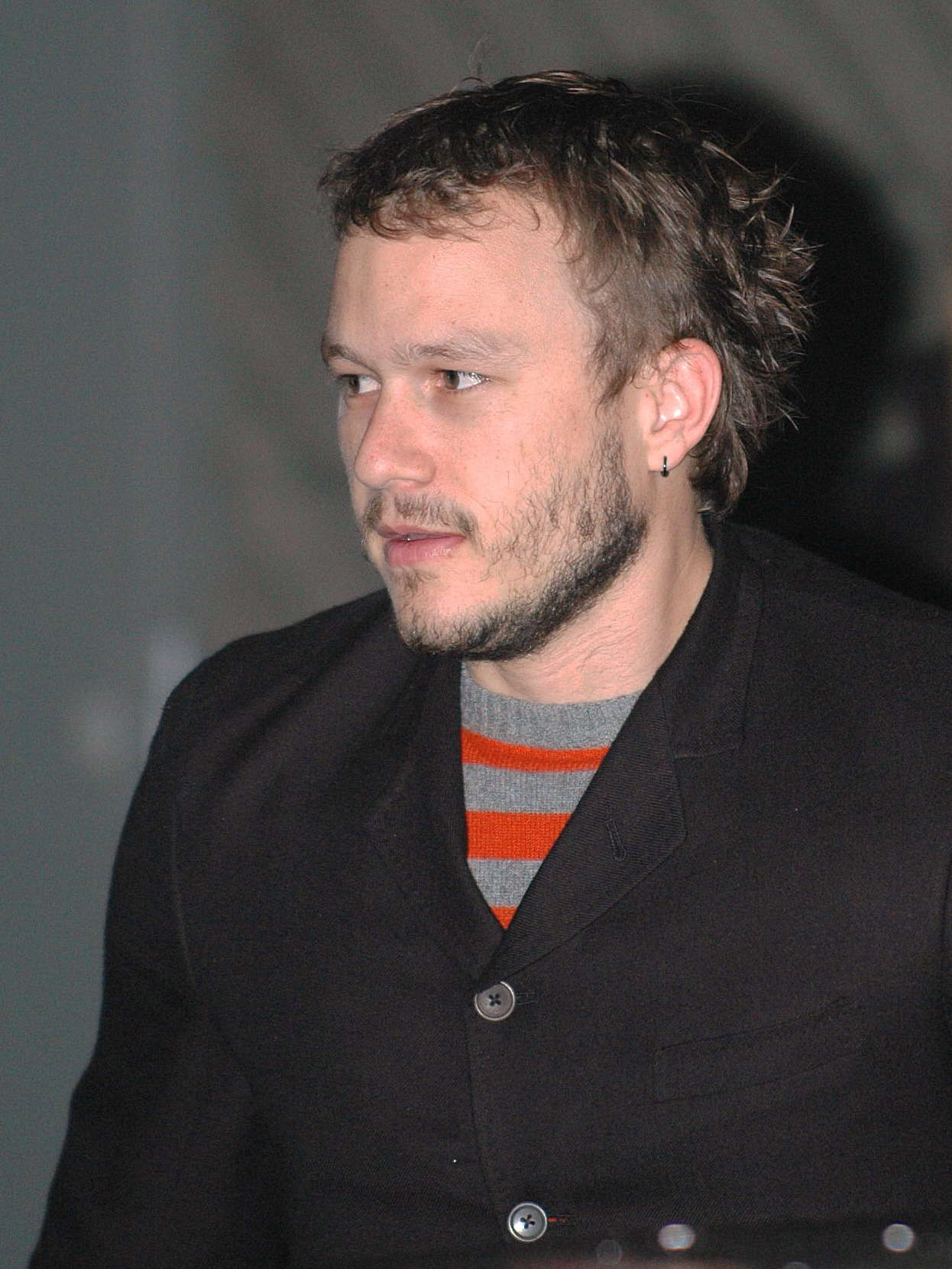
Heath Ledger, ator australiano.

| Dia | Nome                   | Profissão ou motivo de reconhecimento | Nacionalidade  | Ano de nasc. | Ref    |
| --- | ---------------------- | ------------------------------------- | -------------- | ------------ | ------ |
| 1   | Lucas Sang             | Maratonista                           | Quênia         | 1961         | [ 1 ]  |
| 1   | Peter Caffrey          | Ator                                  | Irlanda        | 1949         | [ 2 ]  |
| 2   | Galyani Vadhana        | Princesa                              | Tailândia      | 1923         | [ 3 ]  |
| 2   | Yo-Sam Choi            | Pugilista                             | Coreia do Sul  | 1972         | [ 4 ]  |
| 3   | Henri Chopin           | Escritor e artista                    | França         | 1922         | [ 5 ]  |
| 3   | Mary Marques           | Supercentenária                       | Portugal       | 1896         | [ 6 ]  |
| 5   | Luiz Pacheco           | Escritor e crítico literário          | Portugal       | 1925         | [ 7 ]  |
| 7   | Maryvonne Dupureur     | Atleta                                | França         | 1937         | [ 8 ]  |
| 9   | Jorge Anaya            | Militar                               | Argentina      | 1926         | [ 9 ]  |
| 10  | Andrés Henestrosa      | Poeta e historiador                   | México         | 1906         | [ 10 ] |
| 10  | Maila Nurmi            | Atriz                                 | Finlândia      | 1922         | [ 11 ] |
| 11  | Edmund Hillary         | Alpinista                             | Nova Zelândia  | 1919         | [ 12 ] |
| 11  | Pepín Bello            | Intelectual                           | Espanha        | 1904         | [ 13 ] |
| 13  | Sergejus Larinas       | Tenor                                 | Rússia         | 1956         | [ 14 ] |
| 14  | Judah Folkman          | Médico                                | Estados Unidos | 1933         | [ 15 ] |
| 14  | Lento Goffi            | Poeta e critico literàrio             | Itália         | 1923         | [ 16 ] |
| 14  | Richard Knerr          | Inventor                              | Estados Unidos | 1925         | [ 17 ] |
| 15  | Brad Renfro            | Ator                                  | Estados Unidos | 1982         | [ 18 ] |
| 16  | Pierre Lambert         | Político                              | França         | 1920         | [ 19 ] |
| 17  | Allan Melvin           | Ator                                  | Estados Unidos | 1923         | [ 20 ] |
| 17  | Bobby Fischer          | Enxadrista                            | Islândia       | 1943         | [ 21 ] |
| 18  | Ugo Pirro              | Roteirista                            | Itália         | 1920         | [ 22 ] |
| 19  | Frances Lewine         | Jornalista                            | Estados Unidos | 1921         | [ 23 ] |
| 19  | Suzanne Pleshette      | Atriz                                 | Estados Unidos | 1937         | [ 24 ] |
| 21  | Luiz Carlos Tourinho   | Ator                                  | Brasil         | 1964         | [ 25 ] |
| 22  | Bernie Boston          | Fotógrafo                             | Estados Unidos | 1934         | [ 26 ] |
| 22  | Dora Bria              | Windsurfista                          | Brasil         | 1958         | [ 27 ] |
| 22  | Heath Ledger           | Ator                                  | Austrália      | 1979         | [ 28 ] |
| 23  | Stein Rønning          | Carateca                              | Noruega        | 1965         | [ 29 ] |
| 26  | George Habash          | Político                              | Israel         | 1926         | [ 30 ] |
| 27  | Suharto                | Político                              | Índia          | 1921         | [ 31 ] |
| 29  | Margaret Truman Daniel | Escritora                             | Estados Unidos | 1924         | [ 32 ] |
| 29  | Rubens Gerchman        | Artista plástico                      | Brasil         | 1942         | [ 33 ] |
| 30  | Marcial Maciel         | Religioso                             | México         | 1920         | [ 34 ] |
| 31  | Volodia Teitelboim     | Político                              | Chile          | 1916         | [ 35 ] |